# Эбен-ам-Ахензе
Эбен-ам-Ахензе (нем. Eben am Achensee) — коммуна в Австрии, в федеральной земле Тироль.
Входит в состав округа Швац.  Площадь коммуны составляет 196,41 км², население — 3352 человека (1 января 2021), плотность населения — 17 чел./км². Официальный код  —  70907.

## Политическая ситуация
Бургомистр коммуны — Йозеф Хаусбергер (б/п).

## Фотографии

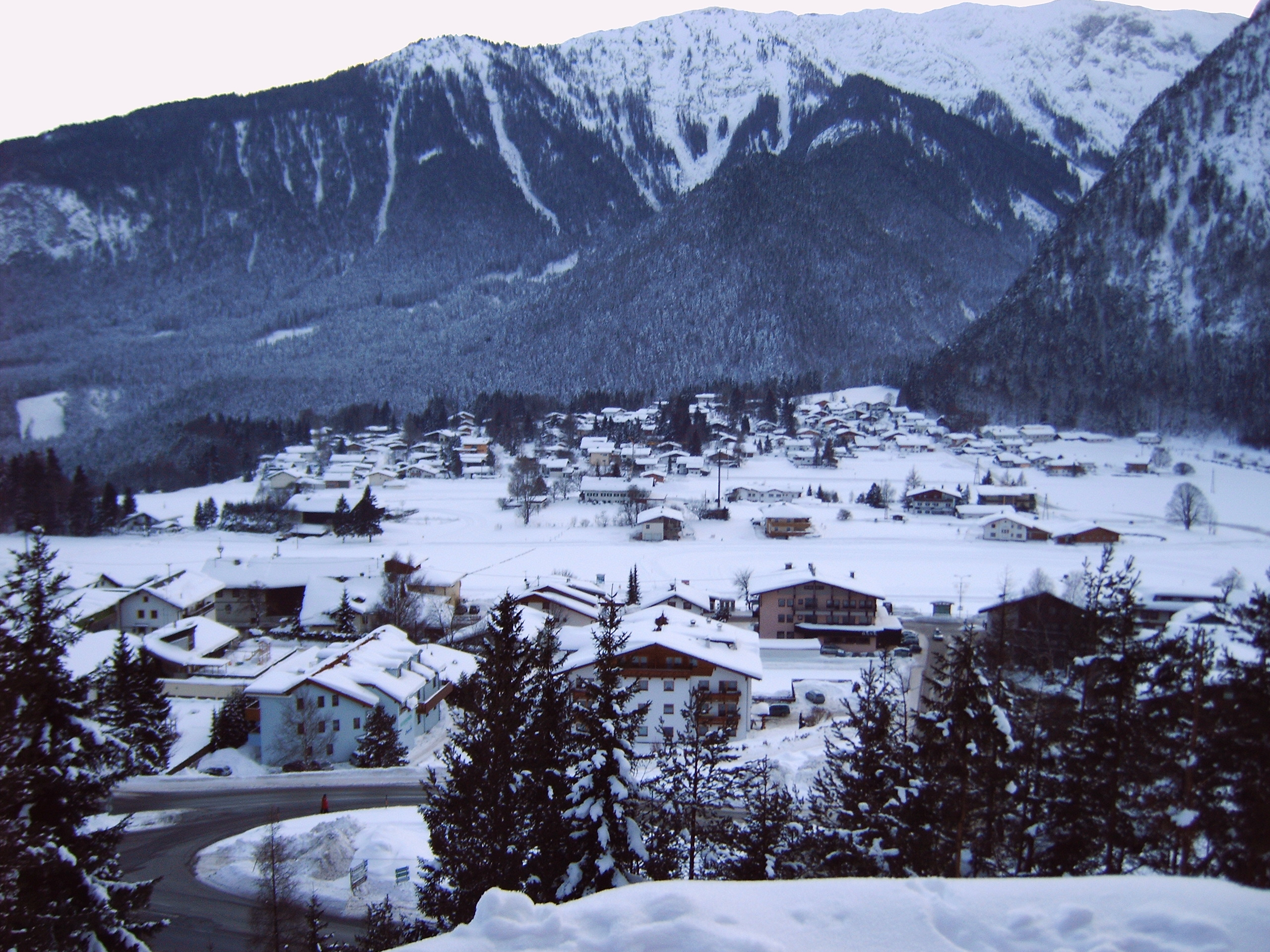
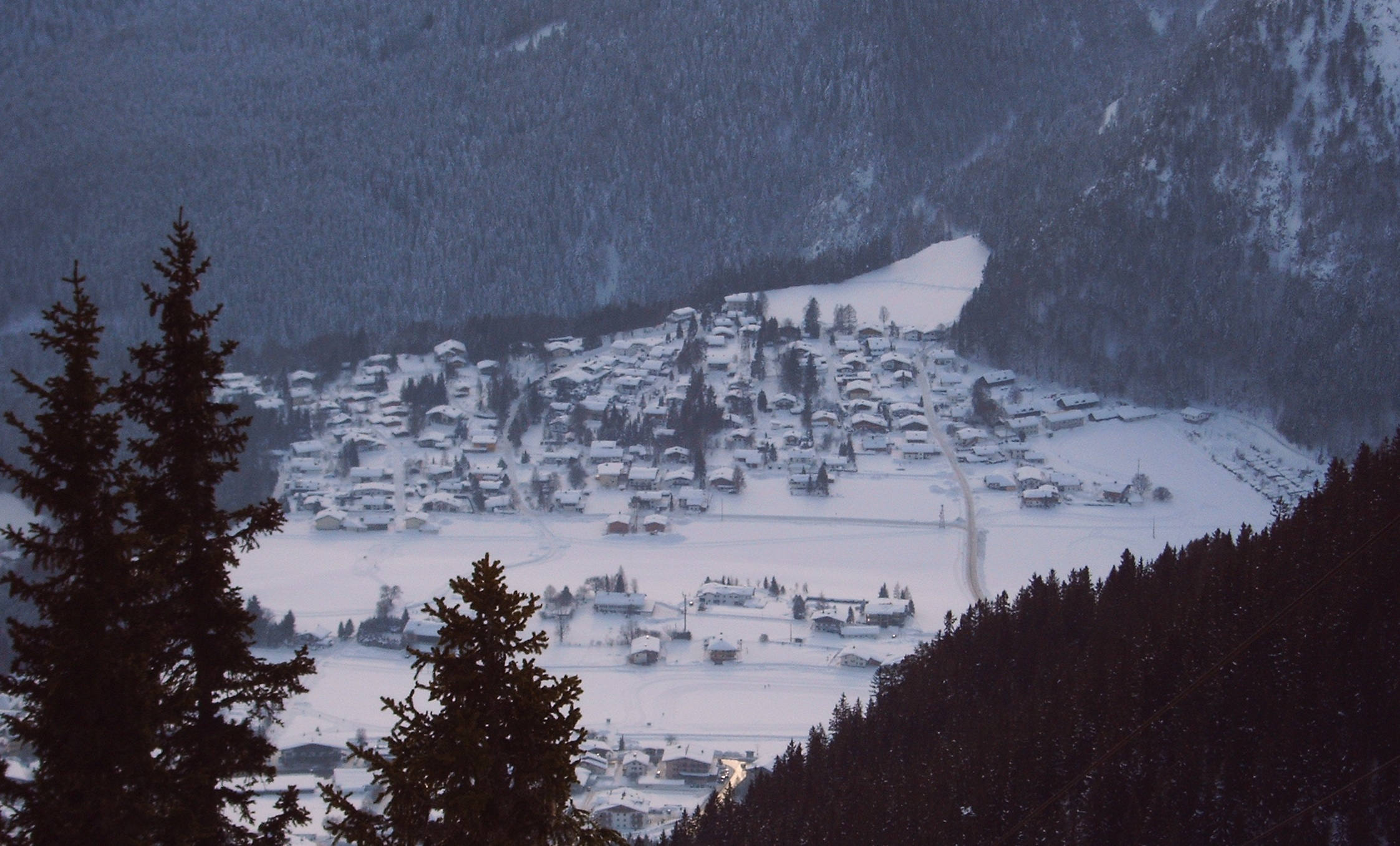
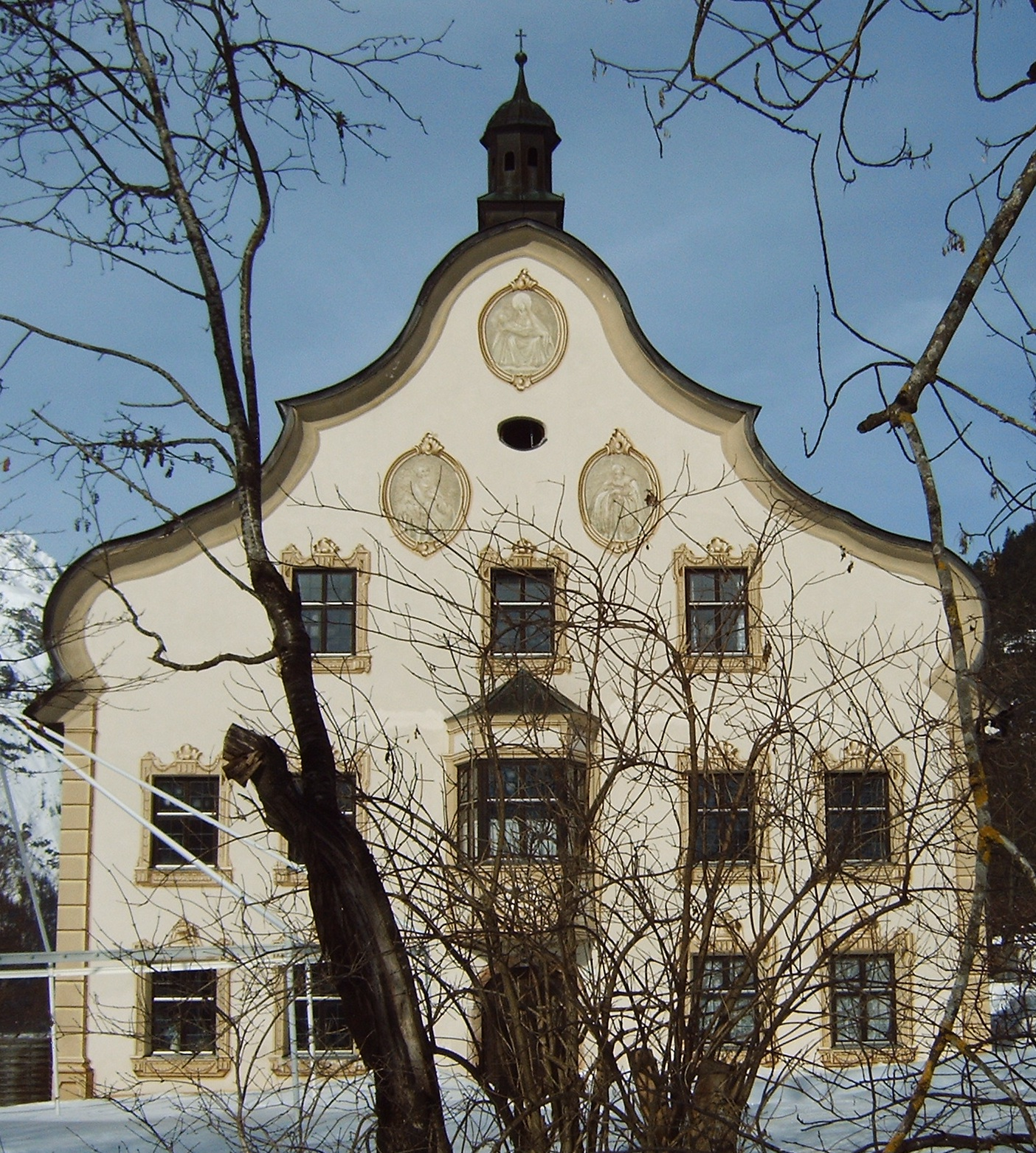
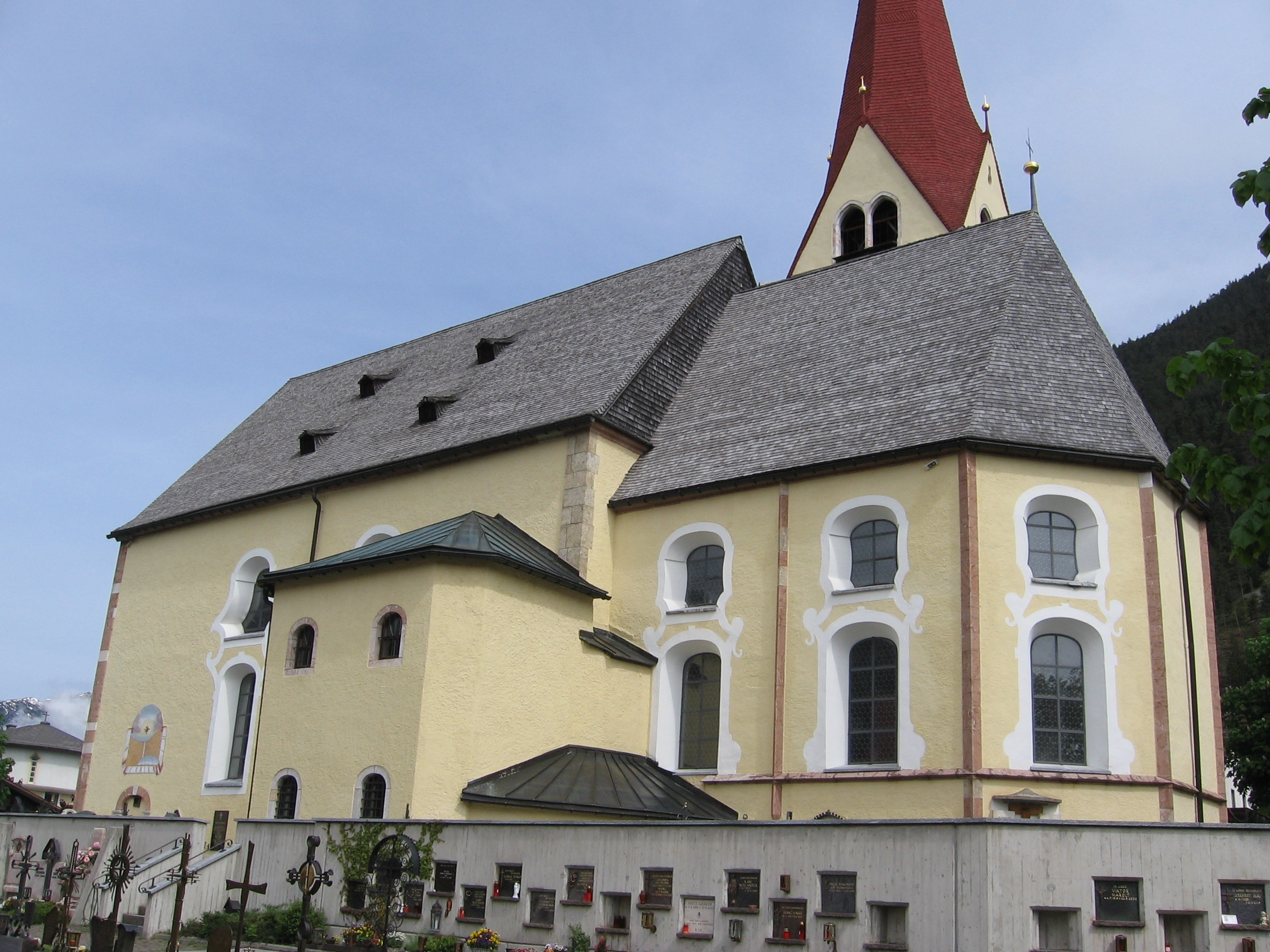